# 1871 in Zwitserland
Dit artikel beschrijft het verloop van 1871 in Zwitserland.

## Ambtsbekleders
De Bondsraad was in 1871 samengesteld als volgt:
| Naam | Naam                         | Partij    | Kanton       | Functie                                                                   |
| ---- | ---------------------------- | --------- | ------------ | ------------------------------------------------------------------------- |
|      | Karl Schenk                  | radicalen | Bern         | Bondspresident in 1871; hoofd van het Departement van Politieke Zaken     |
|      | Emil Welti                   | radicalen | Aargau       | Vicebondspresident in 1871; hoofd van het Departement van Militaire Zaken |
|      | Paul Cérésole                | radicalen | Vaud         | Hoofd van het Departement van Financiën                                   |
|      | Jakob Dubs                   | radicalen | Zürich       | Hoofd van het Departement van Binnenlandse Zaken                          |
|      | Jean-Jacques Challet-Venel   | radicalen | Genève       | Hoofd van het Departement van Posterijen                                  |
|      | Melchior Josef Martin Knüsel | radicalen | Luzern       | Hoofd van het Departement van Justitie en Politie                         |
|      | Wilhelm Matthias Naeff       | radicalen | Sankt Gallen | Hoofd van het Departement van Handel en Douane                            |

De Bondsvergadering werd voorgezeten door:
| Naam | Naam            | Partij    | Kanton | Functie                                              |
| ---- | --------------- | --------- | ------ | ---------------------------------------------------- |
|      | Rudolf Brunner  | radicalen | Bern   | Voorzitter van de Nationale Raad (vanaf 3 juli 1871) |
|      | Augustin Keller | radicalen | Aargau | Voorzitter van de Kantonsraad (vanaf 3 juli 1871)    |

## Gebeurtenissen

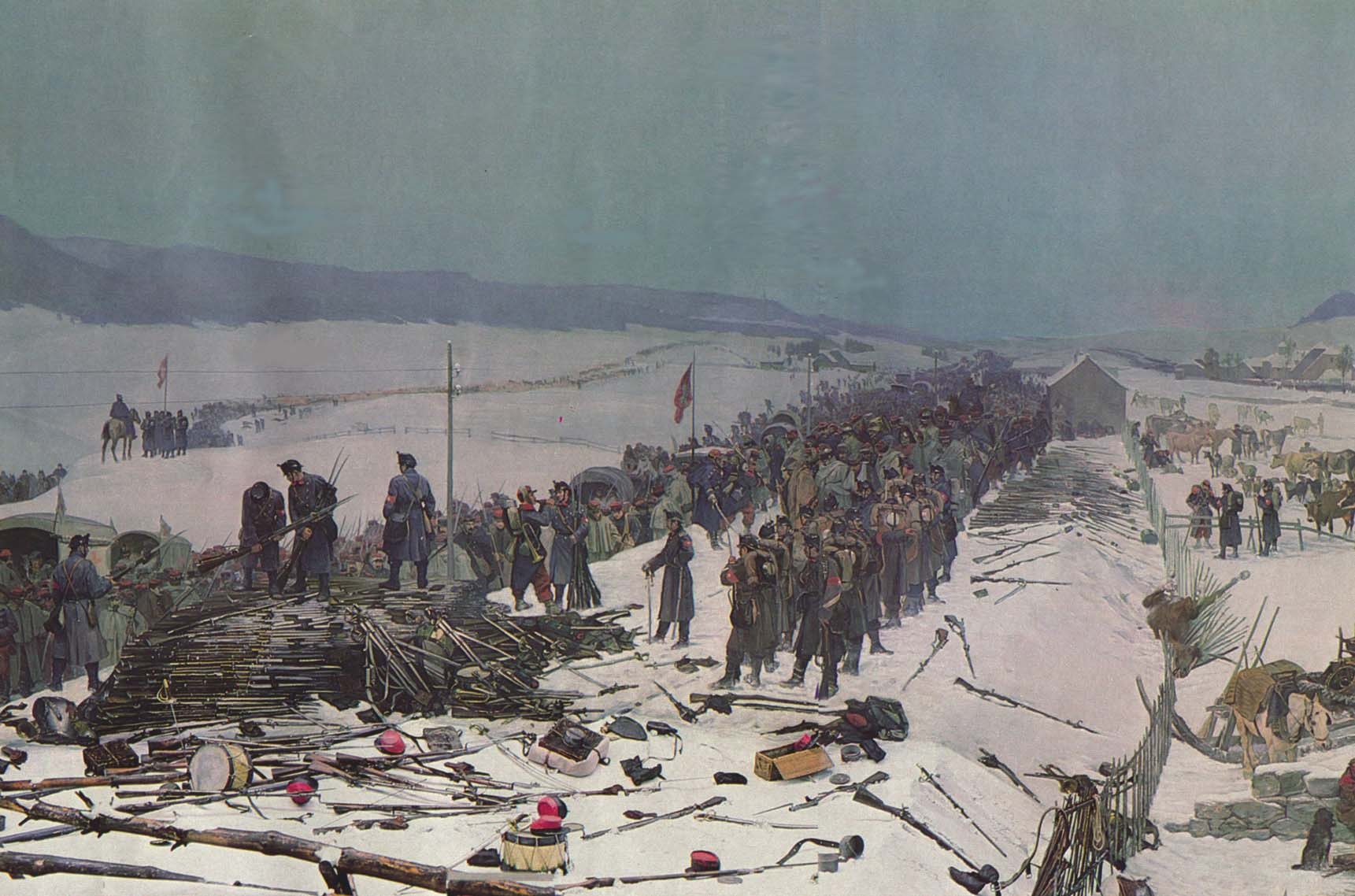
De ontwapening van het Franse leger van generaal Charles-Denis Bourbaki nabij Les Verrières (kanton Neuchâtel), 1 februari 1871.

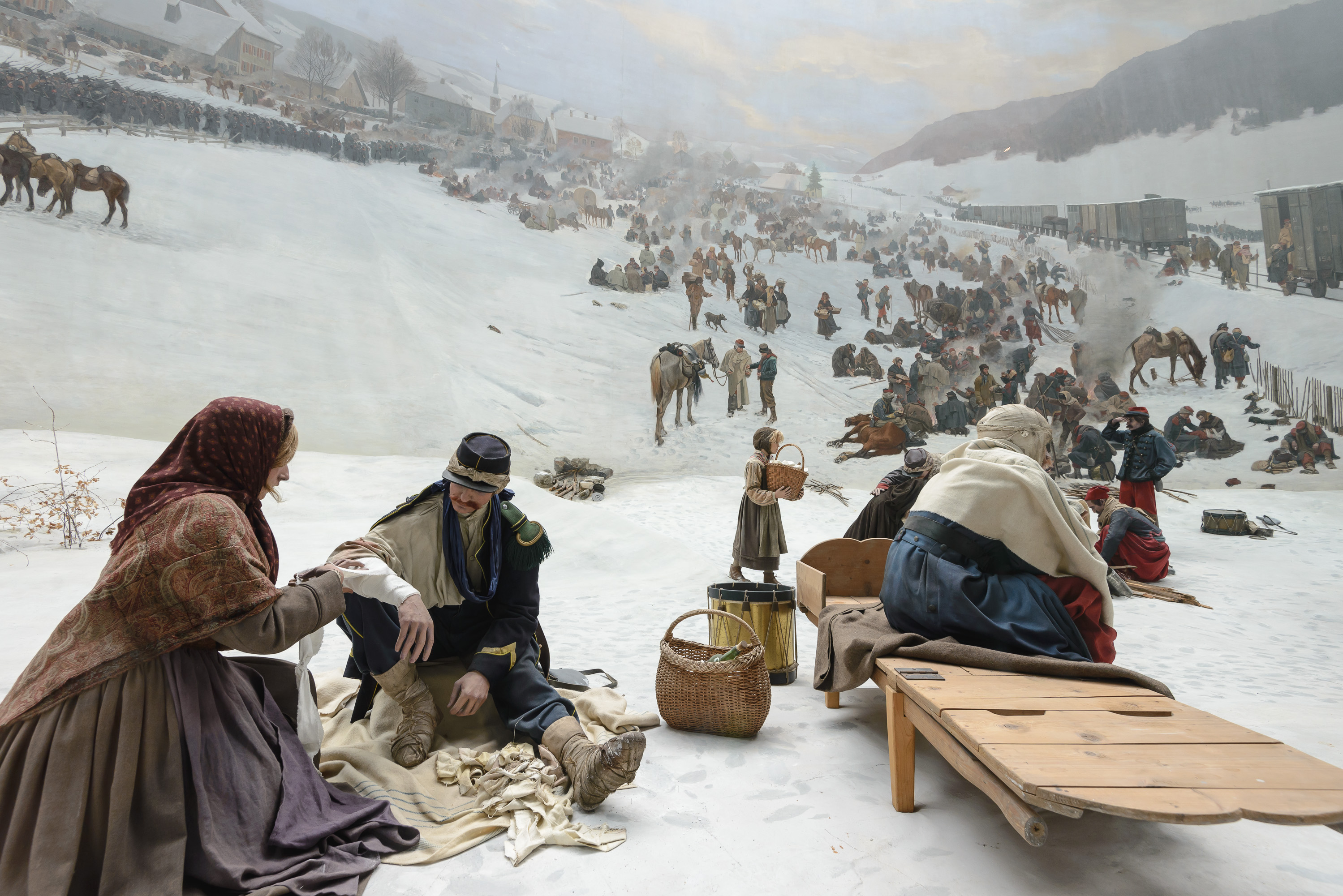
De geïnterneerde Franse soldaten. Fragment uit het Bourbakipanorama.

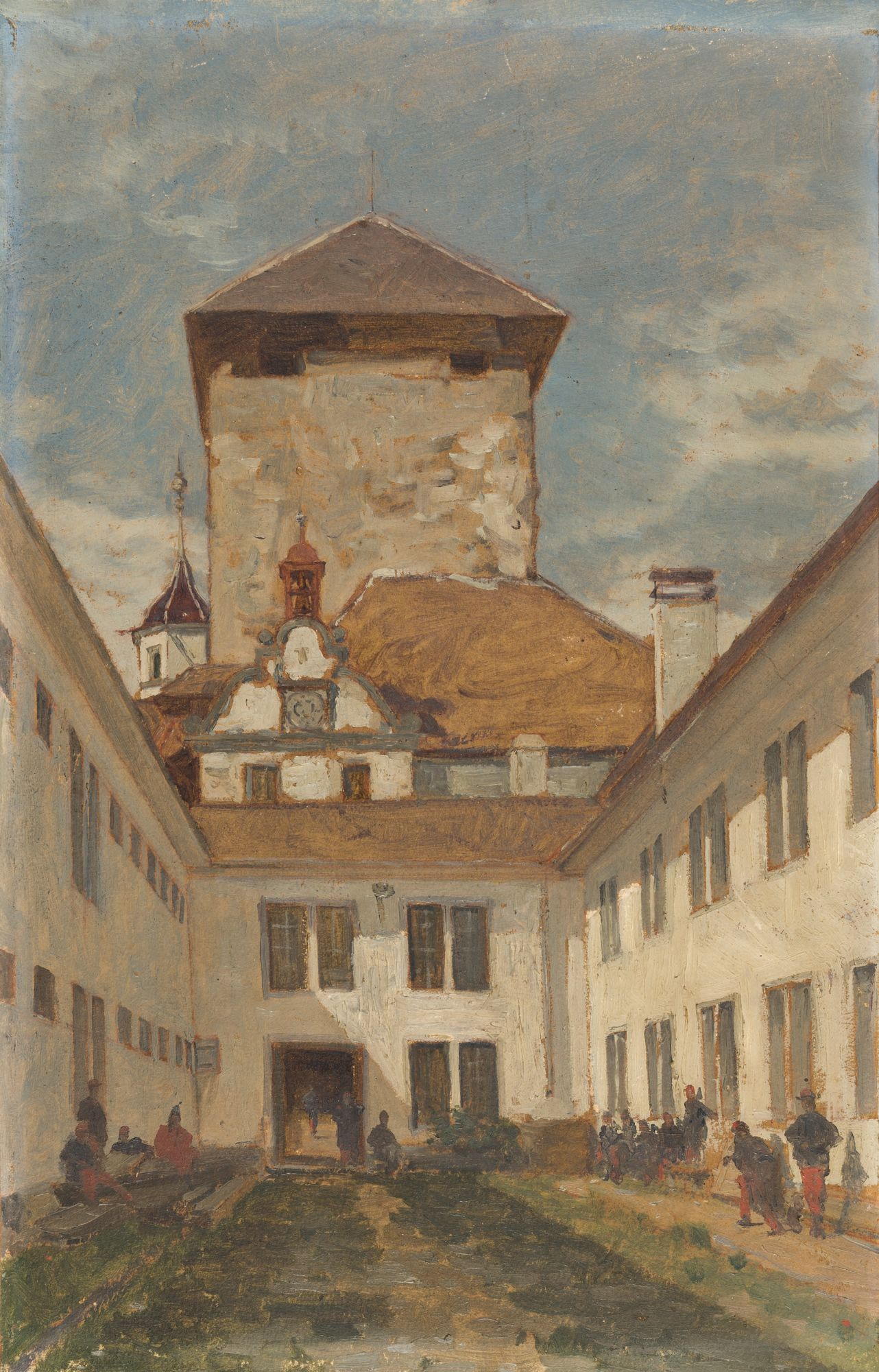
Franse geïnterneerde soldaten in het kasteel van Aubonne.

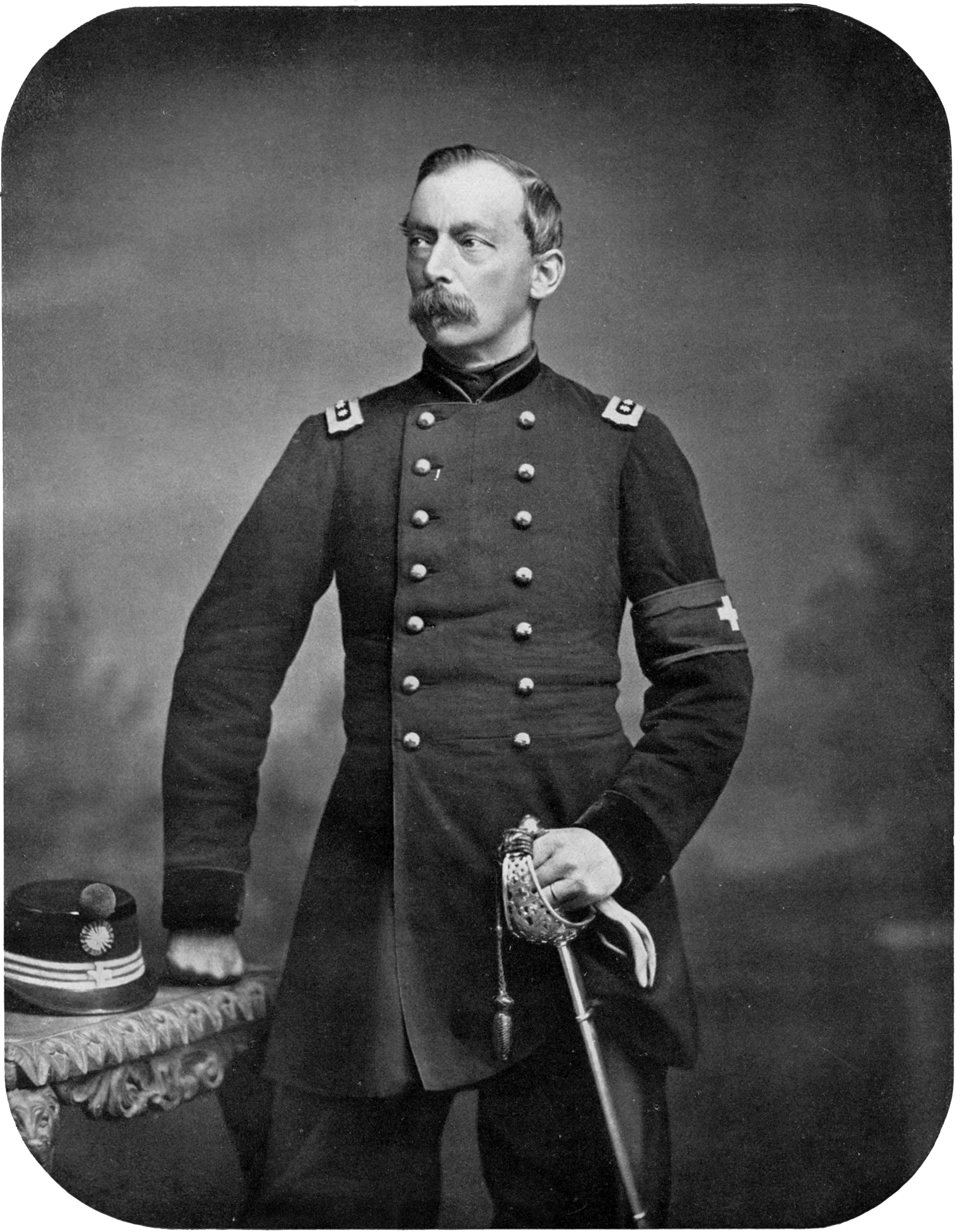
De Zwitserse generaal Hans Herzog.

- In Winterthur (kanton Zürich) wordt de Schweizerische Lokomotiv- und Maschinenfabrik opgericht.

### Februari
- 1 februari: Het Franse leger van generaal Charles-Denis Bourbaki ontvlucht de opkomende Duitse troepen en steekt daarvoor de Zwitserse grens over nabij Les Verrières (kanton Neuchâtel). 87.000 uitgeputte in zieke Franse militairen worden geïnterneerd in Zwitserland na het afsluiten van de Conventie van Verrières met generaal Hans Herzog.

### Maart
- 9 maart: In de Tonhalle in Zürich (kanton Zürich) wordt een Duits overwinningsfeest verstoord.
- 22 maart: Er doet zich een treinongeluk voor in het station van Colombier (kanton Neuchâtel), waarbij een goederentrein botst op een trein met geïnterneerde Franse militairen. Er vallen 23 doden en 72 gewonden.

### Mei
- 1 mei: De Kantonnale Bank van Thurgau (Thurgauische Kantonalbank) wordt opgericht.
- 21 mei: Inhuldiging van de Vitznau-Rigi Kulm tussen Vitznau (kanton Luzern) en Rigi Kulm (kanton Schwyz), de eerste bergtrein van Europa.

### Juli
- 21 juli: De Britse alpiniste Lucy Walker bereikt als eerste vrouw ooit de top van de Matterhorn, zes jaar na de eerste beklimming van de Matterhorn in 1865.

### Oktober
- 1 oktober: In Fribourg verschijnt het eerste nummer van de krant La Liberté.

## Geboren
- Erwin Federspiel (1871-1922), militair en koloniaal ambtenaar in dienst van koning Leopold II van België
- 31 maart: Johann Jakob David, ontdekkingsreiziger (overl. 1908)
- 4 juni: Louis Soutter, kunstschilder (overl. 1942)
- 25 juni: Grethe Auer, Zwitsers-Oostenrijks schrijfster (overl. 1940)

## Overleden
- 13 januari: Henriette d'Angeville, alpiniste (geb. 1794)
- 5 maart: Jean-Jacques-Caton Chenevière, theoloog (geb. 1783)
- 9 maart: Charles-Frédéric Brun, kunstschilder (geb. 1811)
- 17 april: David Nüscheler, letterkundige en militair historicus (geb. 1792)
- 24 april: Karl Girardet, kunstschilder (geb. 1813)
- 31 mei: René-Édouard Claparède, zoöloog en arts (geb. 1832)
- 13 juni: Célestin Nicolet, farmaceut (geb. 1803)
- 18 juni: Gabriel de Rumine, reiziger, fotograaf en mecenas (geb. 1841)
- 20 juni: Julien de Schaller, bosbouwkundige en politicus (geb. 1807)
- 17 oktober: Elie-Ami Bétant, filhellenist (geb. 1803)

1848
· 1849
· 1850
· 1851
· 1852
· 1853
· 1854
· 1855
· 1856
· 1857
· 1858
· 1859
· 1860
· 1861
· 1862
· 1863
· 1864
· 1865
· 1866
· 1867
· 1868
· 1869
· 1870
· 1871
· 1872
· 1873
· 1874
· 1875
· 1876
· 1877
· 1878
· 1879
· 1880
· 1881
· 1882
· 1883
· 1884
· 1885
· 1886
· 1887
· 1888
· 1889
· 1890
· 1891
· 1892
· 1893
· 1894
· 1895
· 1896
· 1897
· 1898
· 1899
· 1900
· 1901
· 1902
· 1903
· 1904
· 1905
· 1906
· 1907
· 1908
· 1909
· 1910
· 1911
· 1912
· 1913
· 1914
· 1915
· 1916
· 1917
· 1918
· 1919
· 1920
· 1921
· 1922
· 1923
· 1924
· 1925
· 1926
· 1927
· 1928
· 1929
· 1930
· 1931
· 1932
· 1933
· 1934
· 1935
· 1936
· 1937
· 1938
· 1939
· 1940
· 1941
· 1942
· 1943
· 1944
· 1945
· 1946
· 1947
· 1948
· 1949
· 1950
· 1951
· 1952
· 1953
· 1954
· 1955
· 1956
· 1957
· 1958
· 1959
· 1960
· 1961
· 1962
· 1963
· 1964
· 1965
· 1966
· 1967
· 1968
· 1969
· 1970
· 1971
· 1972
· 1973
· 1974
· 1975
· 1976
· 1977
· 1978
· 1979
· 1980
· 1981
· 1982
· 1983
· 1984
· 1985
· 1986
· 1987
· 1988
· 1989
· 1990
· 1991
· 1992
· 1993
· 1994
· 1995
· 1996
· 1997
· 1998
· 1999
· 2000
· 2001
· 2002
· 2003
· 2004
· 2005
· 2006
· 2007
· 2008
· 2009
· 2010
· 2011
· 2012
· 2013
· 2014
· 2015
· 2016
· 2017
· 2018
· 2019
· 2020
· 2021
· 2022
· 2023